# مانفرد کورتزر
مانفرد کورتزر (انگلیسی: Manfred Kurzer؛ زادهٔ ۱۰ ژانویهٔ ۱۹۷۰) تیرانداز اهل آلمان بود.
وی در مسابقات کشوری و بین‌المللی در مجموع برندهٔ ۱ مدال طلا شده‌است.